# Bud Lee

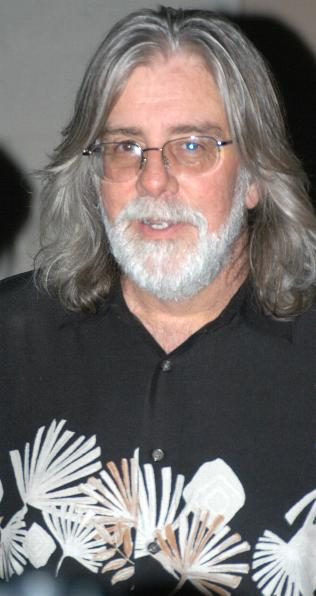
Bud Lee (2006)

Bud Lee (* September 1955 in Indiana, USA; eigentlich Cameron Lyndon Bennett) ist ein US-amerikanischer Regisseur und Produzent von Pornofilmen und früherer Pornodarsteller. 
Während seiner Zeit an der University of Indiana, wo er Schauspiel und Film studierte, heiratete Lee 1975 zum ersten Mal; die Ehe hielt bis 1979. Er arbeitete als Vizepräsident einer Finanzfirma, bis er 1979 die gerade zur Miss Nude Galaxy gewählte Hyapatia Lee traf, die 1980 zu seiner zweiten Frau wurde. Bud Lee kündigte seinen Job und stieg gemeinsam mit seiner Frau 1983 in die Pornobranche ein. Nach einigen Szenen mit ihr vor der Kamera (zuerst 1983 in The Young Like It Hot) wechselte er schließlich hinter die Kamera und wurde Regisseur und Produzent; als Schauspieler trat er nur noch gelegentlich in kleineren Rollen in Nicht-Sex-Szenen in Erscheinung. Seine erste größere Regiearbeit war 1985 der Kostümporno The Ribald Tales of Canterbury. 1987 und 1989 wurden ihm und Hyapatia Lee zwei Kinder geboren. 1992 ließ sich das Paar scheiden; die Kinder blieben bei der Mutter.
Bud Lee drehte in den folgenden Jahren Filme für die Firmen Vivid und VCA. Vivid kündigte ihm 1995, angeblich wegen Alkoholproblemen. Im selben Jahr heiratete er die Pornodarstellerin Asia Carrera. Sie trennten sich schon 1997 wieder, ließen sich aber erst 2003 scheiden.

## Auszeichnungen
Bud Lee ist Mitglied der AVN Hall of Fame.